# Schweriner SC
Der Schweriner SC ist ein Sportverein aus Schwerin, Mecklenburg-Vorpommern. Bekannt ist der Verein durch seine Volleyball-Frauen, die in der ersten Volleyball-Bundesliga unter dem Namen SSC Palmberg Schwerin spielen und 13facher Deutscher Volleyball-Meister sind, zuletzt 2025. Auch in der Volleyball-Nachwuchsarbeit ist der SSC einer der führenden Vereine Deutschlands.
Zahlreiche Rekordnationalspielerinnen, Olympiateilnehmerinnen und Volleyballerinnen des Jahres spielten beim SSC: Martina Schmidt, Ute Steppin, Dörte Techel, Christina Schultz, Sylvia Roll, Béatrice Dömeland, Hanka Pachale, Olessya Kulakova, Kathleen Weiß, Maren Brinker, Denise Hanke und Louisa Lippmann.
In der Box-Bundesliga wurde die Herrenmannschaft des Vereins in den Saisons 1990/1991, 1996/1997 und 1997/1998 jeweils deutscher Mannschaftsmeister.
In der im Jahr 2000 gegründeten Abteilung SSC Breitensport werden u. a. Hockey, Handball und Fußball angeboten.

## Volleyball (Bundesliga-Frauen)
Die Bundesliga-Volleyballerinnen des Schweriner SC tragen seit Dezember 2016 den Namen SSC Palmberg Schwerin. Der Schönberger Möbelhersteller Palmberg erhielt die Namensrechte zunächst für fünf Jahre. Zuvor hatte sich das Unternehmen im Jahr 2015 bereits für zehn Jahre die Namensrechte an der Spielstätte des Vereins gesichert. Über die Höhe des Sponsoringengagements wurde Stillschweigen vereinbart.

### Geschichte
Den Startschuss für die Abteilung Volleyball unter dem Namen SC Traktor Schwerin markierte das Jahr 1957. Ab 1960 spielte der Verein auf Oberliga-Niveau. Ab 1964 übernahm Gerhard Fidelak das Traineramt. Von 1973 bis 1975 dreimal in Folge im Pokalwettbewerb der DDR erfolgreich. 1975 konnte mit dem Europapokal der Pokalsieger der erste internationale Titel gewonnen werden. In den nächsten beiden Jahren triumphierte der Verein in der Meisterschaft und gewannen anschließend mit dem Europapokal der Landesmeister 1978 den zweiten kontinentalen Titel. Nach dem nationalen Pokalsieg 1979 wurde der SC Traktor Schwerin von 1980 bis 1984 fünf Mal in Folge DDR-Meister und schaffte zweimal (1981 und 1982) das Double. 1988 und 1990 gab es im Pokalwettbewerb die letzten Schweriner Erfolge vor der Wiedervereinigung.
Im Jahr 1991 erfolgte die Umbenennung zum Schweriner SC. Nach 30 Trainerjahren in Schwerin beendete Gerhard Fidelak 1994 sein Trainerengagement. 1995 konnte der SSC erstmals die Meisterschaft im wiedervereinigten Deutschland gewinnen. Da dem USC Münster aufgrund eines Dopingfalls im Jahr 1998 die Meisterschaft aberkannt wurde, ging der Titel nachträglich an den Schweriner SC. Von 2000 bis 2002 konnte unter Trainer Michael Schöps drei Mal in Folge die Meisterschaft gewonnen werden. In den Jahren von 2003 bis 2008 trainierte der Norweger Tore Aleksandersen den Verein und wurde mit ihm 2006 Deutscher Meister. Sein Nachfolger war der Niederländer Edwin Benne, der 2009 die Meisterschaft nach Schwerin holte. Im Januar 2010 wurde Benne als erster und bisher einziger Trainer des Clubs entlassen. Grund waren „Unstimmigkeiten zwischen dem Niederländer, den Spielerinnen und den SSC-Verantwortlichen“, unter anderem hatte die Niederländerin Caroline Wensink um ihre Vertragsauflösung gebeten. Als Nachfolger sprang Tore Aleksandersen ein.
Ab der Saison 2011/12 übernahm der Niederländer Teun Buijs das Traineramt. Buijs führte den Verein 2012 und 2013 jeweils zur Deutschen Meisterschaft und zum DVV-Pokalsieg. Danach wechselte er zum polnischen Spitzenteam Trefl Sopot. Nachfolger von Buijs wurde Felix Koslowski, der seit 2015 zusätzlich Trainer der deutschen Frauen-Nationalmannschaft war. Er errang mit dem SSC Palmberg Schwerin die Meisterschaft 2017 und 2018.
Nach sieben Jahren ohne Meistertitel konnte sich der Schweriner SC im Finale der Play-offs der Bundesligasaison 2024/25 gegen den Dresdner SC durchsetzen und damit erneut den Meistertitel erringen.

### Mannschaft
Der Kader für die Saison 2025/26 besteht aus folgenden Spielerinnen:
| Name              | Nr. | Nation      | Größe  | Geburtsdatum  | Position | im Verein seit | Vertrag bis |
| ----------------- | --- | ----------- | ------ | ------------- | -------- | -------------- | ----------- |
| Anna Artyschuk    | 19  | Ukraine     | 1,94 m | 9. Feb. 2001  | D        | 2025           | 2026        |
| Finnja Frommann   | 2   | Deutschland | 1,69 m | 23. Juni 2006 | L        | 2025           | 2026        |
| Suus Gerritsen    | 5   | Niederlande | 1,95 m | 7. Okt. 2005  | MB       | 2025           | 2026        |
| Leana Grozer      | 9   | Deutschland | 1,83 m | 23. Apr. 2007 | AA       | 2023           | 2026        |
| Annegret Hölzig   | 11  | Deutschland | 1,84 m | 29. Mai 1997  | AA       | 2021           | 2026        |
| Vedrana Jakšetić  | 17  | Kroatien    | 1,83 m | 17. Sep. 1996 | Z        | 2024           | 2026        |
| Mia Kirchhoff     | 15  | Deutschland | 1,82 m | 10. Sep. 2004 | AA       | 2025           | 2026        |
| Hannah Kohn       | 12  | Deutschland | 1,83 m | 18. Juni 2003 | Z        | 2024           | 2026        |
| Helena Kok        | 10  | Niederlande | 1,87 m | 17. Juli 2004 | AA       | 2025           | 2026        |
| Florien Reesink   | 3   | Niederlande | 1,74 m | 9. Juni 1998  | L        | 2025           | 2026        |
| Britte Stuut      | 8   | Niederlande | 1,98 m | 11. Jan. 2003 | MB       | 2024           | 2026        |
| Marije ten Brinke | 4   | Niederlande | 1,87 m | 19. Apr. 2004 | MB       | 2025           | 2026        |
| Luisa van Clewe   | 13  | Deutschland | 1,93 m | 24. Feb. 2003 | MB       | 2025           | 2026        |
| Iris Vos          | 6   | Niederlande | 1,84 m | 15. Okt. 2002 | AA       | 2025           | 2026        |

Positionen: AA = Annahme/Außen, D = Diagonal, L = Libero, MB = Mittelblock, Z = Zuspiel
| Neuzugänge 2025   | Neuzugänge 2025       | Abgänge 2025             | Abgänge 2025                |
| Spielerin         | bisheriger Verein     | Spielerin                | neuer Verein                |
| ----------------- | --------------------- | ------------------------ | --------------------------- |
| Anna Artyshuk     | VfB 91 Suhl           | Karla Antunović          | Chieri Volley Club          |
| Finnja Frommann   | zweite Mannschaft     | Elles Dambrink           | Chieri Volley Club          |
| Suus Gerritsen    | Dynamo Apeldoorn      | Marie Hänle              | Nuvolì AltaFratte Padova    |
| Mia Kirchhoff     | USC Münster           | Jaelyn Keene             | Honda Olivero Cuneo         |
| Helena Kok        | Dynamo Apeldoorn      | Pimpichaya Kokram        | Vandœuvre Nancy Volley-Ball |
| Florien Reesink   | Allianz MTV Stuttgart | Patricia Llabres Herrera | unbekannt                   |
| Marije ten Brinke | USC Münster           | Nova Marring             | Honda Olivero Cuneo         |
| Luisa van Clewe   | USC Münster           | Fleur Savelkoel          | Volley Club Marcq-en-Barœul |
| Iris Vos          | Asterix Avo Beveren   | Margaret Wolowicz        | Vandœuvre Nancy Volley-Ball |

Cheftrainer ist seit 2013 der gebürtige Schweriner Felix Koslowski. Co-Trainer ist Martin Frydnes. Als weiterer Co-Trainer und Scout fungiert Paul Sens. Marta Gutierrez Perez arbeitet als Physiotherapeutin.

### Bundesliga

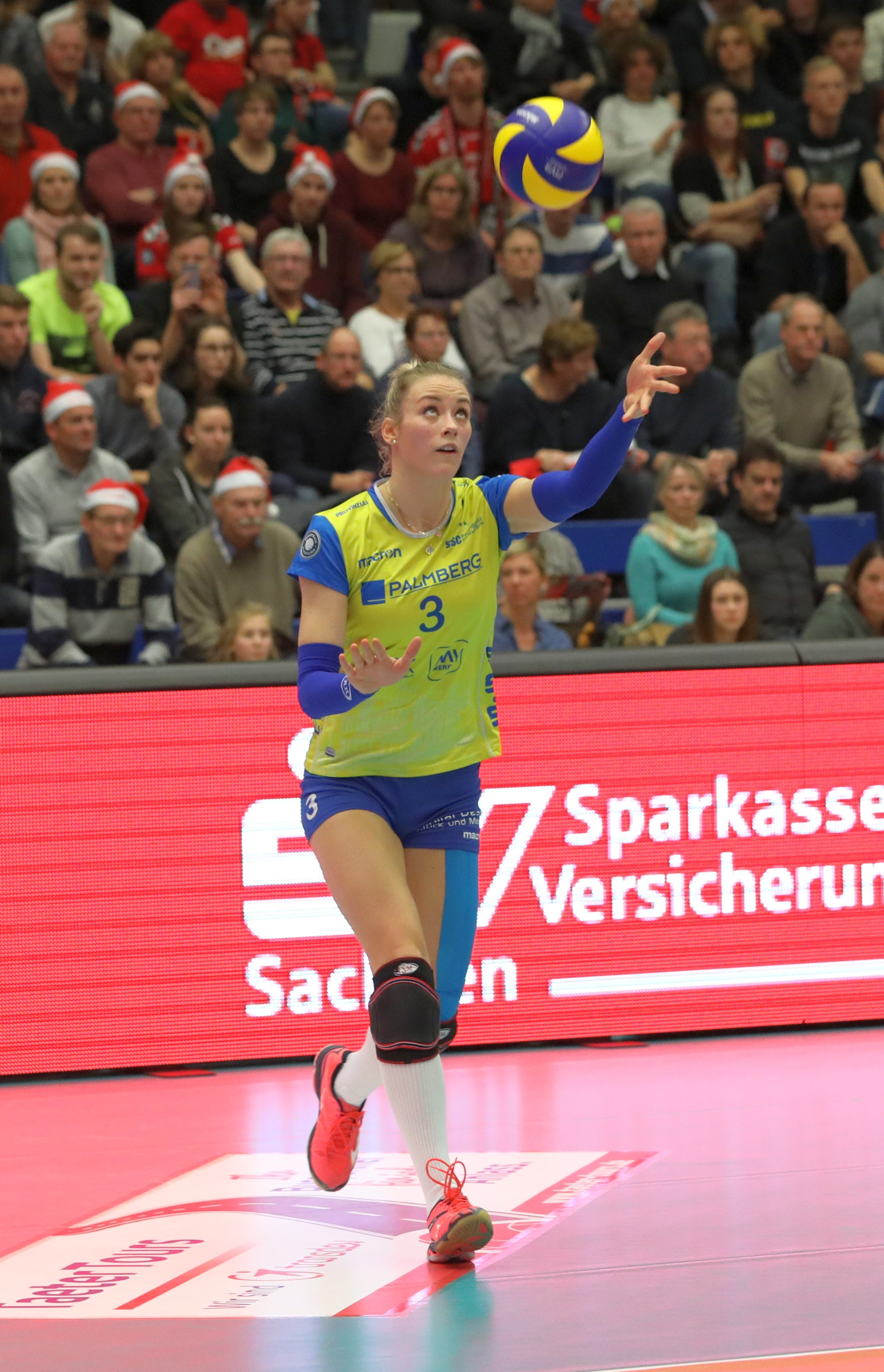
Louisa Lippmann, von 2016 bis 2018 beim SSC

In der Bundesliga wurden die Schwerinerinnen 1995 und 1998 deutscher Meister. In den Jahren 2000 bis 2002 holten sie die Schale drei Mal in Folge und 2006 schafften sie zum zweiten Mal nach 2001 das Double. Als Titelverteidiger wurden sie in der Saison 2006/07 Vizemeister hinter dem Dresdner SC. Ein Jahr später belegten sie punktgleich mit dem Zweiten Dresden und dem Vierten Suhl den dritten Rang. In der Saison 2008/09 gewann Schwerin wieder die deutsche Meisterschaft, mit jeweils zwei Punkten vor Vilsbiburg und Dresden. 2010 belegte die Mannschaft hinter Vilsbiburg und Wiesbaden den dritten Platz.
In der Saison 2010/11 gewann Schwerin im Playoff-Finale gegen den Dresdner SC (3:2 und 3:0) erneut die deutsche Meisterschaft. 2011/12 kam es zu einer Neuauflage des Finals. Die Schwerinerinnen konnten sich dabei wieder durchsetzen (3:2 und 3:2). Auch in der Saison 2012/13 wurde das Finale zwischen Schwerin und Dresden ausgetragen. Im Modus Best-of-five setzte sich der Schweriner SC am Ende mit 3:1, 1:3, 3:1 und 3:1 durch und gewann den dritten Titel in Folge. Als Titelverteidiger unterlag Schwerin im Playoff-Viertelfinale 2013/14 den Ladies in Black Aachen. In der folgenden Saison erreichte der SSC als Hauptrunden-Dritter das Playoff-Halbfinale und musste sich dort nach zwei Tiebreak-Niederlagen Allianz MTV Stuttgart geschlagen geben.

### DVV-Pokal
2001 gelang den Frauen aus Mecklenburg-Vorpommern der erste Pokalsieg nach der Wiedervereinigung. In der Saison 2003/04 unterlagen sie Hamburg trotz Heimvorteil im Halbfinale und ein Jahr später scheiterten sie gegen den gleichen Gegner bereits im Achtelfinale. In der Saison 2005/06 erreichten sie nach einem Freilos in der ersten Runde mit Siegen gegen Dresden (3:1) und Vilsbiburg (3:0) das Finale im Gerry-Weber-Stadion, wo sie sich ohne Satzverlust gegen den USC Münster durchsetzten. Gegen Dresden konnte sie 2007 den Titel verteidigen. In der Saison 2007/08 schieden sie mit einem 2:3 gegen den 1. VC Wiesbaden im Viertelfinale aus. In der Saison 2008/09 verlor man mit 0:3 und 2009/10 mit 2:3 jeweils im Halbfinale gegen Dresden. 2010/11 scheiterten die Schwerinerinnen bereits im Achtelfinale mit 2:3 am späteren Pokalsieger Smart Allianz Stuttgart. 2012 gewann Schwerin den Pokal durch ein 3:1 im Endspiel gegen die Roten Raben Vilsbiburg. Ein Jahr später verteidigte die Mannschaft den Titel durch ein 3:0 im Endspiel gegen den 1. VC Wiesbaden. Im Halbfinale der Saison 2013/14 schied Schwerin im Halbfinale bei den VolleyStars Thüringen aus. 2014/15 unterlag die Mannschaft dem späteren Pokalsieger Allianz MTV Stuttgart im Viertelfinale. In der Saison 2016/17 schaffte man den ersehnten Finaleinzug nach Mannheim. Der SSC unterlag Allianz MTV Stuttgart mit 3:2. In der anschließenden Saison schied man in Dresden im Halbfinale aus. Auch in den Jahren 2019, 2021 und 2023 ging der Pokal jeweils an den SSC Palmberg.

### Europapokal
1992 belegte der Schweriner SC bei der Europapokal-Endrunde in Münster den dritten Platz. 2007 fand das Final Four des Top Teams Cup erneut in Münster statt und der SSC konnte seinen Erfolg wiederholen. Nach einer Halbfinal-Niederlage gegen ZSKA Moskau (1:3) besiegten die deutschen Frauen am 11. März das niederländische Team Plantina Longa Lichtenvoorde mit 3:0 und gewann Bronze. Trotz des internationalen Erfolgs verzichtete Schwerin in der Saison 2007/08 wegen der im Vergleich zu den finanziellen Möglichkeiten zu hohen Belastung auf einen Start im Challenge Cup. In der Saison 2009/10 erreichten die Schwerinerinnen im CEV-Pokal nach Siegen über den VC Kanti Schaffhausen und Dinamo Bukarest das Viertelfinale, wo sie gegen Yamamay Busto Arsizio aus Italien ausschieden. 2010/11 schied man im Viertelfinale des Challenge Cups gegen Lokomotiv Baku aus. In der Saison 2011/12 blieben die Schwerinerinnen in der Gruppenphase der Champions League sieglos und schieden dann in der „Challenge Round“ des CEV-Pokals gegen Yamamay Busto Arsizio mit 2:3 und 1:3 aus. In der Playoff-Runde der Champions League 2012/13 war erneut Busto Arsizio die Endstation. Ein Jahr später scheiterten die Schwerinerinnen sieglos bereits in der Vorrunde der Champions League.

## Weitere Volleyballmannschaften
Außer den Bundesliga-Frauen gibt es noch zwei weitere Frauenteams in der 2. Bundesliga Nord und in der Regionalliga Nord. Hier traten sie von 2014 bis 2021 als VC Olympia Schwerin an. Die Männer des Schweriner SC spielen in der 3. Liga Nord. Außerdem gibt es zahlreiche weibliche und männliche Jugendmannschaften, die in allen Altersklassen sehr erfolgreich an norddeutschen und deutschen Meisterschaften teilnahmen und dabei zahlreiche Meisterschaften gewannen.

## Fußballabteilung
Die Fußballabteilung des Schweriner SC ging 1991 aus dem SV Schweriner Kabelwerk hervor, der seinerseits 1988 aus der BSG Motor Kabelwerk Schwerin entstanden war. Durch die Qualifikation der Kabelwerker in der letzten Bezirksliga-Saison 1990/91 konnte der Schweriner SC an der ersten Landesliga-Spielzeit 1991/92 teilnehmen, stieg allerdings direkt ab. Nachdem sich den SSC-Fußballern 1992 der VfL Schwerin und der FSV Grün-Weiß Schwerin angeschlossen hatten, gelang zur Spielzeit 1994/95 die Rückkehr in die höchste Landesspielklasse. 1996 verließ die Fußball-Abteilung den Schweriner SC und gründete den FC Eintracht Schwerin. Noch im gleichen Jahr wurde eine neue Fußball-Abteilung gegründet. Diese gehört heute dem SSC Breitensport an und spielt derzeit (2024/25) in der 8. Liga (Landesklasse).
|                                       |
| Fett: Heute noch existierende Vereine |

## Boxen
In der Box-Bundesliga wurde die Herrenmannschaft in den Saisons 1990/1991, 1996/1997 und 1997/1998 jeweils deutscher Mannschaftsmeister. Nachdem der Verein 2001 seine Boxstaffel aus finanziellen Gründen aus der Bundesliga zurückziehen musste, gründete sich 2002 der Boxclub Traktor Schwerin.